# جونگ جی سو
هیون سونگ مین (کره‌ای: 현승민؛ زادهٔ ۱۷ سپتامبر ۱۹۹۹) که به‌طور حرفه‌ای با نام جونگ جی سو (کره‌ای: 정지소) شناخته می‌شود، بازیگر اهل کره جنوبی است. او حرفه بازیگری را به عنوان بازیگر کودک در مجموعه تلویزیونی ملکه مه (۲۰۱۲) آغاز کرد. او به صورت بین‌المللی به خاطر ایفای نقش در فیلم انگل شناخته شد. جونگ در مجموعه‌های تلویزیونی ملکه کی، هاید، جکیل و من، جونگ میونگ ، تقلید و ویرانگر ایفای نقش کرده‌است.